# Орлово (Новосибирская область)
Орлово — деревня в Венгеровском районе Новосибирской области России. Входит в состав Ключевского сельсовета.

## География
Площадь деревни — 28 гектаров.

## Население
| 2002 | 2007 | 2010 |
| ---- | ---- | ---- |
| 240  | ↘180 | ↘170 |

## Инфраструктура
В деревне по данным на 2007 год функционируют 1 учреждение здравоохранения, 1 образовательное учреждение.